# Apelação
Apelação – dawna parafia (freguesia) Loures i jednocześnie miejscowość w Portugalii. W 2011 zamieszkiwało ją 5 647 mieszkańców, na obszarze 1,41 km². od 2013 należy do parafii Camarate, Unhos e Apelação.